# Robert Adams (medico)
Robert Adams (Dublino, 1791 – Dublino, 13 gennaio 1875) è stato un chirurgo irlandese.
Fu professore di chirurgia all'Università di Dublino.
Legò il suo nome alla Sindrome di Adams-Stokes.

### Opere
- Disease of the heart (saggio in Dublin Hospital Reports)